# USS Indiana (BB-50)
USS Indiana (BB-50) był pancernikiem typu South Dakota, trzecim okrętem noszącym nazwę pochodzącą od stanu Indiana. Jego stępka została położona 1 listopada 1920 w New York Navy Yard. Budowa została wstrzymana 8 lutego 1922 (w tym momencie okręt był zbudowany w 34,7 procent), a anulowana 17 sierpnia 1923 zgodnie z uzgodnieniami traktatu waszyngtońskiego. Został skreślony z rejestru floty 24 sierpnia 1923, a jego nieukończony kadłub został sprzedany 25 października 1923 na złom. Fragmenty opancerzenia przeznaczone dla tego okrętu zostały użyte do wzmocnienia śluz Kanału Panamskiego.